# سیولین وسکس

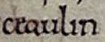
اسم سیولین

سیولین (به انگلیسی: Ceawlin) شاه ساکسون غربی (وسکس) از ۵۶۰ تا ۵۹۲ بود. او بریتون‌ها را از بیشتر مناطق جنوب انگلستان بیرون راند و پادشاهی‌ای را در جنوب میدلندز به‌وجود آورد.

## زندگینامه
سیولین فرزند سینریک، شاه وسکس بود. آنها در ۵۵۶ و با کمک یکدیگر بریتون‌ها را در برنبرگ (باربری) شکست دادند و سیولین پس از مرگ پدرش در ۵۶۰ جانشین او شد. ۸ سال بعد در ۵۶۸ او و برادرش کوتا، اتلبرت یکم، شاه کنت را به سختی شکست دادند و سیولین در ۵۷۷ با پیروزی بر بریتون‌های دیورهام (دیرهام) توانست گلاستر، سیرنستر و باث را تصرف نماید. پس از آن سرزمین‌های پایین‌درهٔ رود سورن به روی استعمارگران وسکسی گشوده شد و بریتون‌های ساکن ویلز از خویشاوندان خود در جنوب انگلستان جدا افتادند.
با این حال در ۵۹۱ برادرزاده‌اش سیول، پسر کوتا، بخشی از سرزمین‌های عمویش سیولین را در اختیار خود گرفت و در ۵۹۲ موفق به شکست او در وودسبرگ (ویلتشایر) شد. با این پیروزی او قدرت را به عنوان شاه جدید وسکس در همان سال در دست گرفت. سیولین تبعید شد و یک سال بعد در ۵۹۳ به قتل رسید.